# Les Frénétiques (film, 1957)
Pour plus de détails, voir Fiche technique et Distribution.
Les Frénétiques (titre original : Die Frühreifen) est un film allemand réalisé par Josef von Báky, sorti en 1957.
Il s'agit d'une adaptation du roman Wer glaubt schon an den Weihnachtsmann de Peter Heim et Klaus Bloehmer.

## Synopsis
Inge travaille dans un grand magasin en tant que vendeuse au rayon mode féminine. Elle souffre du confinement de la maison de ses parents, ce qui lui permet de faire des économies, car son père colérique, mineur, rêve de sa propre maison à la campagne. Elle méprise la vie dans la région de la Ruhr, où l'air est toujours noir de suie. Elle est également insatisfaite de sa relation avec le mineur Wolfgang qui, comme son père, épargne pour leur permettre de vivre ensemble plus tard. Un changement soudain se produit lorsque son patron organise un défilé de mode au grand magasin. Un groupe d'employées et de vendeuses sélectionnées personnellement par lui sont autorisées à jouer le rôle de mannequins. Inge est félicitée pour sa silhouette et son apparence et est même autorisée à présenter la robe de mariée à la fin du défilé de mode. Wolfgang veut lui faire une surprise après le défilé de mode : il lui a aussi acheté une moto (à crédit). Cependant elle lui passe devant, car elle et les autres mannequins ont été invités par Günther à une fête chez lui après le défilé de mode.
Günther appartient à un groupe de jeunes riches gâtés qui aiment s'encanailler dans leur temps libre avec le vol de voiture, le jeu et l'alcool en dehors de l'école. Les parents de Günther voyagent toujours quelque part, de sorte qu'il vit principalement seul dans la villa de ses parents. Son ami Freddy, en revanche, est un enfant divorcé, vit seul et s'ennuie tellement de sa vie qu'il voit même le suicide comme une issue possible. Les "mannequins" du grand magasin apparaissent à la fête chez Günther, mais aussi Hannelore, qui n'a que 15 ans et qui fut autorisée à venir à la demande d'Inge. Günther et les autres donnent de l'alcool à toutes les femmes. À un moment donné, il commence à inviter des filles dans la pièce voisine, où il dirige une caméra qu'il a préparée à l'avance. Hannelore est également autorisée à entrer seule dans la pièce et au bout d'un moment, elle en ressort complètement surexcitée. Quand Günther veut tirer Inge qui résiste dans la pièce, Freddy intervient. Il conduit Inge à son appartement, mais elle s'enfuit. Quand elle rentre chez elle, son père colérique l'attend, déjà bouleversé par l'excursion nocturne. Quand il voit que la robe d'Inge est déchirée au niveau du décolleté, il la frappe. Inge s'enfuit dans sa chambre, verrouille la porte, puis emballe ses affaires avec colère et s'en va. Sa mère essaie en vain de la persuader de rester.
Le lendemain, Inge essaie de trouver une place chez ses collègues dans le grand magasin pour la nuit, mais personne ne peut ou ne veut l'héberger. La nuit, elle se tient enfin sous la pluie battante devant la maison de Freddy. Il l'héberge et organise l'appartement au-dessus du sien, car le locataire part en voyage pour quatre semaines. Bien que la mère d'Inge vient  dans le grand magasin et essaie de la persuader de retourner, Inge reste catégorique, car elle ne veut pas retourner chez son père violent. Lorsqu'elle demande également conseil à Wolfgang et qu'il la persuade de retourner dans sa famille, Inge rompt avec lui. Elle vit maintenant avec Freddy, qui s'ennuie de plus en plus de la bienveillance d'Inge. De plus, l'ecclésiastique local, le vicaire Englert, a un mot sérieux avec Freddy et Inge. Au cours de la conversation, il conseille entre autres à Freddy de faire enfin quelque chose de sa vie au lieu de toujours se plaindre de la génération des parents. Lors d'un match de tennis, Günther annonce qu'il organisera à nouveau une grande fête chez lui à l'occasion de son anniversaire. Il a un point culminant particulier pour les hommes : il veut montrer les enregistrements cinématographiques de la collègue d'Inge, Hannelore, dans un cadre fermé.
Inge et Freddy viennent également à la fête d'anniversaire. Au cours de la soirée, Freddy montre clairement à Inge qu'il s'ennuie avec elle et annonce qu'il la quitte. Inge semble gentille avec Günther puis se retire en pleurant. Hannelore, qui considère Günther comme son premier amour, lui offre un nain de jardin pour son anniversaire, après tout il lui a donné le surnom de "nain de jardin". Riant avec mépris, Günther et ses amis détruisent le cadeau devant les invités rassemblés puis se retirent pour regarder les films. Hannelore (déjà blessée par la réaction de Günther à son cadeau) regarde secrètement par une fenêtre et est horrifiée de se rendre compte que le film la montre en train de se déshabiller devant la caméra alors qu'elle était ivre. Complètement abasourdie et choquée, elle s'enfuit. Tout éméchés, les garçons se rendent tous à la houillère dans deux voitures, où ils veulent monter dans le carrousel des chariots à déchets. Inge demande à plusieurs reprises où se trouve Hannelore, mais se heurte à l'un des chariots, qui commence à bouger. Elle tient bon par réflexe, s'accroche au chariot à l'extérieur, appelle à l'aide, mais peut se laisser tomber à temps sans qu'il ne lui arrive rien de pire. Wolfgang et ses amis, qui viennent de terminer leur quart de travail, sont attirés par la situation par les appels à l'aide d'Inge et veulent retenir Günther et ses amis. Après une brève bagarre, le groupe de fêtards fuit dans leurs voitures. La police attend déjà chez Günther et l'emmène avec Inge au poste de police. Günther et Inge doivent témoigner au sujet d'Hannelore, mais Günther prétend qu'il la connaît à peine. Interrogé à ce sujet par l'officier qui l'interroge, il s'attend à être amené à une confrontation. Inge l'accompagne. Cependant, la confrontation s'avère très différente de ce qu'ils avaient imaginé tous les deux : par désespoir et par honte, Hannelore a sauté du douzième étage d'un immeuble. Günther s'effondre et Inge y pense aussi. Elle se dirige vers la maison de son enfance, mais hésite à entrer. Dans cette situation, elle est interpellée par le vicaire Englert. Il lui parle brièvement, lui pardonne avec hésitation après qu'elle a rapporté la mort d'Hannelore et son désespoir et l'envoie d'abord auprès de Wolfgang à la mine pour la réconciliation. Englert, à son tour, se rend chez les parents d'Inge et fait surtout comprendre au père qu'il doit traiter sa fille avec plus de respect et de compréhension à l'avenir, tout comme sa femme.

## Fiche technique
- Titre : Les Frénétiques
- Titre original : Die Frühreifen
- Réalisation : Josef von Báky assisté d'Ottokar Runze
- Scénario : Heinz Oskar Wuttig (de), Gerda Corbett
- Musique : Georg Haentzschel
- Direction artistique : Emil Hasler, Paul Markwitz
- Costumes : Rotraud Braun
- Photographie : Karl Löb
- Son : Gerhard Müller
- Montage : Walter Wischniewsky
- Production : Artur Brauner
- Société de production : CCC-Filmkunst
- Société de distribution : Europa-Filmverleih AG
- Pays de production :  Allemagne de l'Ouest
- Langue : Allemand
- Format : Noir et blanc - 1,66:1 - mono - 35 mm
- Genre : Drame
- Durée : 91 minutes
- Dates de sortie :
  - Allemagne de l'Ouest : 17 octobre 1957.
  - France : 24 février 1960[1].

## Distribution
- Heidi Brühl : Inge
- Christian Doermer (de) : Wolfgang
- Peter Kraus : Günther
- Christian Wolff : Freddy
- Sabine Sinjen : Hannelore
- Jochen Brockmann : le vicaire Englert
- Paul Esser : M. Messmann
- Ilse Fürstenberg : Mme Messmann
- Richard Häussler (de) : M. Rau
- Jürgen Graf : Butzi
- Cathrin Heyer : Helga
- Claus-Peter Lüttgen (de) : Jochen
- Peter Nijinski : Jonny
- Harald Dietl (de) : Heini
- Walter Koch : Kalle
- Adalbert Gausche : Josef Andretzki
- Harry Wüstenhagen (de) : Hennig, le chef de département

## Production
Le film est tourné à Essen du 29 juillet à septembre 1957.